# Yolanda Arroyo Pizarro
casa santiago (Guaynabo, Puerto Rico, 1970) es una novelista, cuentista y ensayista puertorriqueña.  

## Biografía
Yolanda Arroyo Pizarro comenzó a escribir desde temprana edad en periódicos y boletines escolares y ganó certámenes de dibujo y ensayo en el Colegio San Vicente Ferrer de Cataño. En 1989 ganó el certamen intrauniversitario de la Universidad Central de Bayamón con el cuento Vimbi Botella. En 1990 dirigió una obra de teatro titulada ¿A dónde va el amor? (de cuyo guion fue autora) que se exhibió en su pueblo de crianza, el barrio de Amelia en Guaynabo. En 2004, publicó su primer libro de cuentos Origami de letras y al año siguiente publicó su primera novela, Los documentados, que retrata las condiciones migratorias dentro del Caribe, específicamente desde La Española hacia Puerto Rico. Esta novela ganó el Premio PEN Club 2006. En 2007 publicó su libro de cuentos Ojos de Luna en el que explora la marginalidad desde diversos puntos de vista como el desahucio, la solidaridad, las barreras espirituales, entre otras. Este libro fue seleccionado por el periódico El Nuevo Día como uno de los mejores del 2007. Ese mismo año fue elegida como una de las escritoras latinoamericanas más importantes menores de 39 años del Bogotá39 convocado por la UNESCO, el Hay Festival y la Secretaría de Cultura de Bogotá. Fue la única representante de Puerto Rico.
Ha sido publicada en España, Ecuador, Ghana África, Reino Unido, México, Argentina, Panamá, Guatemala, Chile, Bolivia, Colombia, Venezuela, Dinamarca, Hungría y Francia. Ha sido premiada por el Instituto de Cultura Puertorriqueña (Mención de Honor, 2012) por su libro Antes y después de suspirar. Fue Escritora Invitada y Delegada de Honor en la Feria Internacional de Libro de Lima, Perú, en 2013.
Sus textos han sido asignados y estudiados en instituciones de renombre como el Instituto Cervantes de Estocolmo, el Black Cultural Center at Purdue University en Indiana, Centro de Estudios Avanzados de Puerto Rico y El Caribe, Universidad del Sagrado Corazón, la Universidad de Puerto Rico Recintos de Río Piedras y Mayagüez, la Universidad Autónoma de México, University of California en San Francisco y en instituciones de educación superior en Canadá. Ha sido traducida al inglés, italiano, francés y húngaro. Ha participado de los congresos culturales Bogotá 39 del Hay Festival, FIL Guadalajara, Festival Vivamérica en Madrid, LIBER Barcelona, el Otoño Cultural de Huelva en España, la Organización Iberoamericana de la Juventud en Cartagena de Indias, Colombia, y el Festival de la Palabra en Puerto Rico y Nueva York. Su reciente producción incluye un libro de poemas bilingüe (inglés y español) titulado Saeta (Ed. 2011), que explora el tema de resistencia e historicidad en el marco de la mujer afrodescendiente, rebelde y cimarrona.
Imparte talleres de Escritura Creativa en San Juan, PR. Ha sido merecedora de varias premiaciones literarias a nivel nacional e internacional: Argentina, Colombia, Chile y Puerto Rico. Su colección de cuentos Ojos de Luna fue premiada con el Premio Nacional del Instituto de Literatura de Puerto Rico 2008. Ojos de Luna destaca la marginalidad desde el punto de vista del desahucio, la solidaridad y las barreras espirituales. Ha participado de cuatro antologías latinoamericanas: El futuro no es nuestro, Narradores de Latinoamérica (Colombia, Piedepagina.com, 2008), Antología de cuento latinoamericano Bogotá 39 (Colombia, Ediciones B, 2007), Antología en honor a Alfonsina Storni (Argentina, Pegaso Ediciones, 2097), Antología en honor a Sor Juana Inés de la Cruz (Argentina, Pegaso Ediciones, 2004).
La labor editorial de Arroyo Pizarro comienza en el 2010 con la creación de la editorial Boreales. La editorial es responsable de la publicación de la Revista Boreales, las antologías Cachaperismos 2010, Antología de narrativa y poesía lesboerótica de escritoras puertorriqueñas y Antología Ejército de rosas.
Ha publicado artículos y reseñas en los periódicos El Nuevo Día, El Vocero de Puerto Rico, Claridad y La Expresión. También ha publicado cuentos en revistas como Identidad, Revista Púrpura, Preámbulos y Tonguas. Pertenece al equipo de trabajo del portal literario CiudadSeva.

## Obra
Novela
- Los documentados, 2005, Editorial Situm, Puerto Rico.
- Caparazones (Salir del armario), 2010, Egales, España.
- Las negras, 2012, Editora Educación Emergente[2]

Cuentos
- Origami de letras, 2003, Publicaciones Puertorriqueñas, Puerto Rico.
- Ojos de luna, 2007, Terranova Editores, Puerto Rico.
- Avalancha, 2010, CreateSpace.
- Las ballenas grises, 2012, Fuga Editores, Panamá.
- TRANScaribeñx, 2017, Editorial EGALES, España.

Poesía
- Saeta, 2011, CreateSpace. (bilingüe: en español e inglés)